# Železnogorsk, Kurska oblast
Železnogorsk [železnogórsk] (rusko Железного́рск) je mesto v Rusiji, drugo največje  v Kurski oblasti. Je upravno središče Železnogorskega rajona, mesto samo pa je samostojna občinska tvorba, Železnogorsko mestno okrožje. Leži na zahodnem robu Srednjeruskega višavja, 90 km severozahodno od Kurska, ob meji z Orjolsko oblastjo ob železniški postaji Mihajlovski Rudnik na progi Moskva - Lvov. Leta 2010 je imelo 102.169 prebivalcev.